# 達西·多爾切
達西·多爾切（英語：Darcie Dolce，1992年12月10日—） ，是一名美国色情女演員、DJ和成人模特兒。2016年2月曾獲選為《閣樓》雜誌的當月寵物

## 早年生活
多爾切於1991年12月出生於美國加州首府沙加緬度，一個擁有義大利、德國和美國血統的家庭。她成長於沙加緬度附近的佛森，一個離太浩湖非常近的地方。在出道之前曾為《花花公子》雜誌拍攝一些性感的裸體寫真，本來想要成為維多利亞的秘密的模特兒，但是由於自己的身高只有5呎2吋（157公分）所以心裡顯得很受傷，因為其他女孩都長的很高。

## 演藝生涯
2015年6月，多爾切因為透過熟人的關係認識了霍莉·藍道爾而進入色情產業，當時她突然靈機一動向對方提出想要拍攝女同性戀色情場景，藍道爾也答應了她的要求。她先在《Twisty’s》拍攝了兩部自慰影片，後來又參與了《Brazzers》由藍道爾執導的女同性戀場景，與她共同演出的女演員是塔莎·芮格。從此之後並開始在許多知名的網路色情公司演出作品，但是只拍攝女/女性愛場景，還擔任幾十家主流雜攝的封面女郎。
2016年她開始擔任「Filly Films」公司的幕後製作人， 在3月成立了自己的製作公司「Dolce XXX」。此外也以導演兼女演員的身分參與像是《Darcie Dolce The Lesbian Landlord》、《Manipulative Massage》和《Milf Money》等作品。
她也在《Darcie Dolce The Lesbian Landlord》這個作品，被提名《成人影片新聞獎》和《成人產業獎》的「最佳女/女性愛場景」。同年2月，她獲選為美國《閣樓》雜誌的當月寵物，還有《Twistys》網站2016年12月的「Treat of the Month」。
2018年1月，她贏得《成人產業獎》的「年度女同性戀色情演員」。至今她已經拍攝了超過120部作品。

## 私人生活
多爾切除了色情演員的身分之外，平常也從事著DJ的活動。她的未婚夫因為工作的關係，管理很多音樂人及流行樂歌手，也與盲音合唱團合作。多爾切則是在未婚夫的詢問之下決定嘗試DJ工作，她說：「我真的很喜歡它，這就是它的發展方式。這完全出乎意料。」平常最喜歡的興趣就是玩音樂，以及瀏覽SoundCloud，也很喜歡做瑜珈、爬山、體能鍛煉還有旅遊等等，她覺得自己是一位喜於探索新事物的冒險者。而最喜歡的電視節目是《男人兩個半》、《美國恐怖故事》和《噬血真愛》。喜歡的食物則是壽司。除此之外多爾切的胸部尺寸不但有32DD，而且還是完全天然的。

## 獎項和提名
| 年分 | 獎項           | 項目                         | 作品                                | 結果 |
| ---- | -------------- | ---------------------------- | ----------------------------------- | ---- |
| 2017 | 成人影帶新聞獎 | 年度全女性表演者             | 不適用                              | 提名 |
| 2017 | 成人影帶新聞獎 | 最佳女/女性愛場景            | Darcie Dolce The Lesbian Landlord   | 提名 |
| 2017 | 成人影帶新聞獎 | 最佳全女性群交場景           | Darcie Dolce The Lesbian Landlord   | 提名 |
| 2017 | 成人影帶新聞獎 | 最佳女同性戀電影執導         | Darcie Dolce The Lesbian Landlord   | 提名 |
| 2017 | 成人影帶新聞獎 | 粉絲獎：最棒胸部             | Darcie Dolce The Lesbian Landlord   | 提名 |
| 2017 | SPANK BANK獎   | 舔陰女王                     | 不適用                              | 提名 |
| 2017 | SPANK BANK獎   | 最緊的陰道                   | 不適用                              | 提名 |
| 2017 | 成人產業獎     | 最佳性愛場景 - 全女性        | Darcie Dolce The Lesbian Landlord   | 提名 |
| 2017 | 成人產業獎     | 年度女/女表演者              | 不適用                              | 提名 |
| 2017 | 成人評論組織獎 | 最佳女同性戀表演者           | 不適用                              | 提名 |
| 2018 | 成人影帶新聞獎 | 年度全女性表演者             | 不適用                              | 提名 |
| 2018 | 成人影帶新聞獎 | 最佳女/女性愛場景            | Lesbian Performers of the Year 2017 | 提名 |
| 2018 | 成人影帶新聞獎 | 最佳全女性群交場景           | The Faces of Alice                  | 提名 |
| 2018 | 成人影帶新聞獎 | 粉絲獎：最壯觀的胸部         | 不適用                              | 提名 |
| 2018 | 成人評論組織獎 | 最佳女同性戀表演者           | 不適用                              | 提名 |
| 2018 | SPANK BANK獎   | Pussy Phenomenon of the Year | 不適用                              | 提名 |
| 2018 | SPANK BANK獎   | 舔陰女王                     | 不適用                              | 提名 |
| 2018 | SPANK BANK獎   | Sensational Scissorist       | 不適用                              | 提名 |
| 2018 | 成人產業獎     | 年度女/女表演者              | 不適用                              | 獲獎 |
| 2018 | 成人產業獎     | 最佳性愛場景 - 全女性        | She's Our Girlfriend Now            | 提名 |